# セレーン・デル・グラッパ
セレーン・デル・グラッパ（伊: Seren del Grappa）は、イタリア共和国ヴェネト州ベッルーノ県にある、人口約2,400人の基礎自治体（コムーネ）。

## 地理

### 位置・広がり

#### 隣接コムーネ
隣接するコムーネは以下の通り。括弧内のTVはトレヴィーゾ県、VIはヴィチェンツァ県所属を示す。
- セッテヴィッレ（アラーノ・ディ・ピアーヴェ、クエーロ・ヴァス）
- アルシエ
- フェルトレ
- フォンツァーゾ
- ピエーヴェ・デル・グラッパ (TV)
- ヴァルブレンタ (VI)

### 気候分類・地震分類
気候分類では、zona F, 3176 GGに分類される。
また、イタリアの地震リスク階級 (it) では、zona 2 (sismicità media) に分類される。

## 行政

### 分離集落
セレーン・デル・グラッパには、以下の分離集落（フラツィオーネ）がある。
- Caupo, Porcen, Rasai, Valle